# Hélène Berr
Hélène Berr (* 27. März 1921, nach falscher deutscher Angabe am 21. März, in Paris; † April 1945 im KZ Bergen-Belsen) war eine französische Jüdin, die ihre Erlebnisse während der Zeit des Nationalsozialismus in einem Tagebuch festhielt, das in Frankreich mittlerweile als eines der bedeutendsten Zeugnisse aus der Zeit der Shoa gilt.

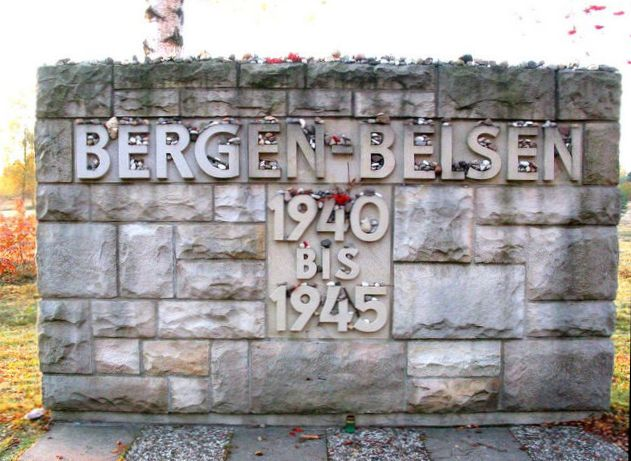
Konzentrationslager Bergen-Belsen

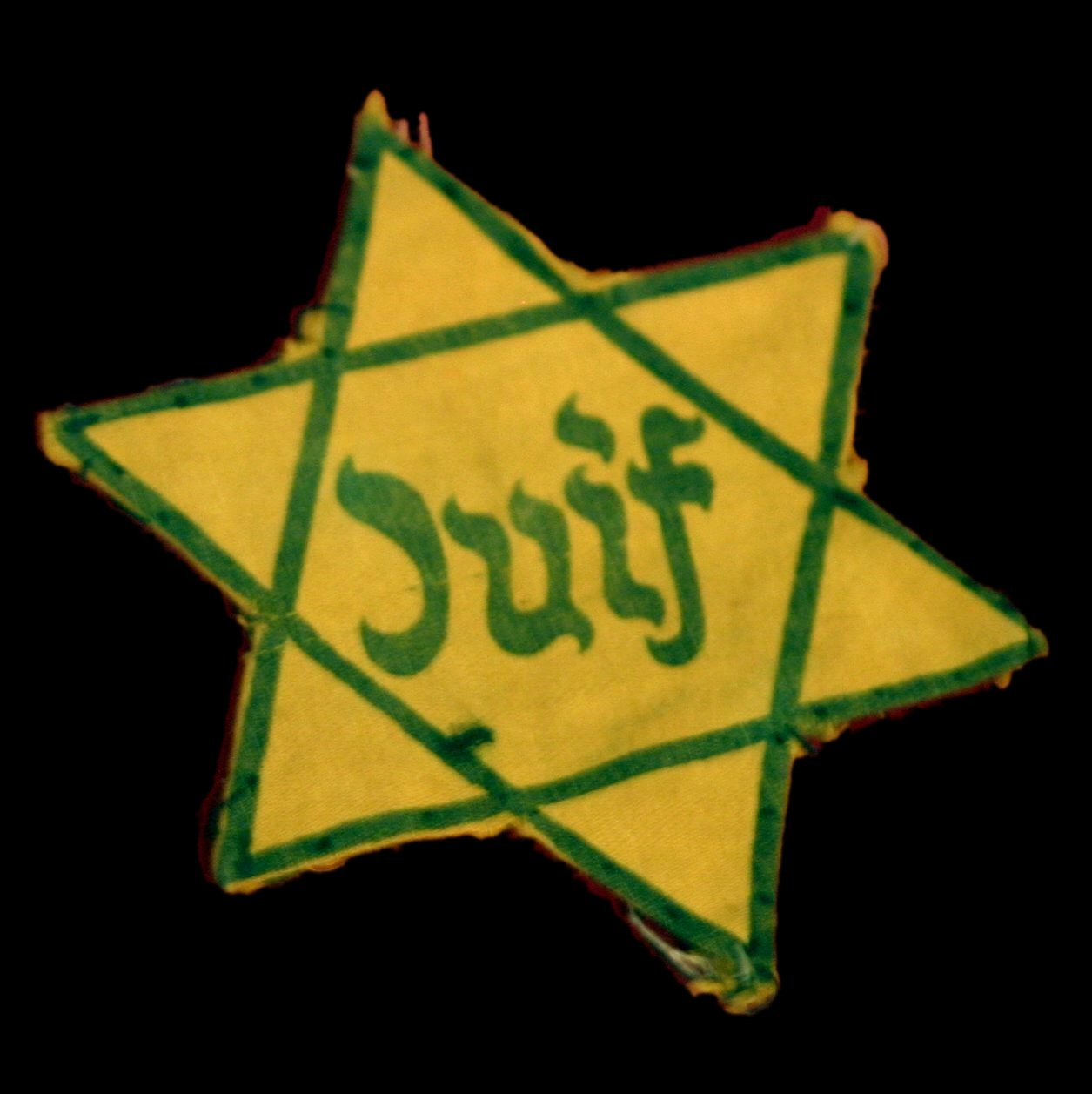
Judenstern in Frankreich

## Leben
Hélène Berr stammte aus einer gut situierten jüdischen Familie, die seit vielen Generationen in Frankreich lebte. Sie studierte an der Sorbonne russische und englische Literatur. Sie interessierte sich für Musik und spielte Geige. Im Juni 1940 wurde Nordfrankreich im Westfeldzug von der Wehrmacht erobert und besetzt; Paris wurde kampflos besetzt. Ihre Abschlussprüfung konnte Berr nicht mehr absolvieren, weil die antisemitischen Gesetze des Vichy-Regimes ihr die Zulassung verweigerten. Stattdessen engagierte sie sich als ehrenamtliche Sozialarbeiterin im „Allgemeinen Israelitenverband Frankreichs“ (Union générale des israélites de France, UGIF). Am 8. März 1944 wurde sie verhaftet und knapp zwei Wochen später zusammen mit ihren Eltern von Drancy nach Auschwitz deportiert. Sie starb, geschwächt durch eine Typhuserkrankung und Misshandlung, im April 1945, wenige Tage vor der Befreiung des Lagers, im KZ Bergen-Belsen, wohin sie evakuiert worden war.

## Tagebuch
Berr begann ihre Aufzeichnungen am 7. April 1942 im Alter von 21 Jahren mit einer Episode über den Autor Paul Valéry. Zunächst ist vom Schrecken des Antisemitismus und des Krieges nichts zu spüren. Sie schwärmt von der Landschaft rund um Paris und erzählt von der ersten Liebe und ihren Freunden an der Universität Sorbonne. In ihren mit Zitaten von William Shakespeare und Lewis Carroll gespickten Texten erscheint der Krieg allenfalls als böser Traum. Allmählich wird sie sich ihrer Situation bewusst. Sie berichtet vom Judenstern, von Vertreibungen aus dem Park und von Gewalt gegen ihre Verwandten und Bekannten. Sie hört Gerüchte über die Gaskammern und beklagt die fehlende Perspektive: „Wir leben von Stunde zu Stunde, nicht mal von Woche zu Woche.“ Ein deportierter Jude berichtet ihr von Plänen der Nationalsozialisten. Der letzte Beitrag handelt von einem Gespräch mit einem deutschen Kriegsgefangenen. Das Tagebuch endet am 15. Februar 1944 mit den Worten aus Shakespeares Macbeth: „Horror! Horror! Horror!“ (Siehe deutsche Ausgabe Seite 316.) An einem Märzabend 1944 mochten Hélène Berr und ihre Eltern nicht wie oft zuvor ein Versteck für die Nacht aufsuchen und blieben zu Hause. Am nächsten Morgen wurden sie verhaftet und später deportiert.
Berr verfügte, dass ihre Aufzeichnungen nach ihrem Tod an ihren Verlobten Jean Morawiecki übergeben werden sollten, der später als Diplomat Karriere machte. Er überließ 1994 das Tagebuch, das aus 262 losen Blättern besteht, ihrer Nichte Mariette Job. Diese übergab das Tagebuch 2002 der Shoah-Gedenkstätte und entschied später, es zu veröffentlichen.
Im Januar 2008 erschien das Buch erstmals in Frankreich. Die Zeitung Libération schrieb kurz vor Erscheinen, es werde das „Literatur-Ereignis des Jahresanfangs 2008“ und erinnerte an die heftigen Diskussionen um das zwei Jahre zuvor veröffentlichte Buch der jüdischen Autorin Irène Némirovsky. Binnen zwei Tagen war die erste Auflage von 24.000 Exemplaren vergriffen. Im ersten Jahr wurden über 80.000 Exemplare des Tagebuchs verkauft. Im Februar 2009 erschien die deutsche Ausgabe Pariser Tagebuch 1942–1944 (Übersetzerin: Elisabeth Edl).

## Ausgaben
- Journal, 1942–1944, Vorwort von Patrick Modiano[6], Éditions Tallandier, Paris 2008, ISBN 978-2-84734-500-1.
  - Journal. Übersetzt von David Bellos. Quercus, London 2008, ISBN 978-1-84724-574-8, ISBN 978-1-84724-575-5.
  - Pariser Tagebuch 1942–1944. Vorwort von Patrick Modiano. Übersetzt von Elisabeth Edl. Carl Hanser Verlag[7] mit Lizenz für Fischer Taschenbuch, München 2009, ISBN 978-3-446-23268-6.